# Son Pieres
Son Pieres és una possessió situada al terme municipal de Llucmajor, Mallorca.
En el cadastre de 1578 Son Pieres pertanyia a Jaume Pieres, de la família del qual prengué nom. El 1648, pertanyia a l'honor Mateu Pieres. Confrontava amb les possessions d'es Marroig, el rafal Rubí, i Son Julià. Tenia cases, amb celler i molí de sang. Era dedicada a la vinya i al conreu de cereals. A la fi del segle xvii era del doctor Mateu Garcia. El 1995 designa una propietat rústica situada entre les possessions de Son Julià, Son Noguera, sa Talaia Romanina i Son Pere Negre.

## Jaciments arqueològics
En els seus terrenys s'hi han trobat urnes cineràries romanes.